# 해운정사
해운정사는 대한민국 부산광역시 해운대에 있는 사찰이다.

## 개요
대한불교조계종 제 13대 종정인 진제스님이 간화선의 대중화 원력으로 1971년 창건했다. 주요 전각으로는, 천수천안관세음보살상을 주불로 모신 108평 원통보전 큰법당, 부처님 진신사리 33과를 모신 3층 목탑 형식의 관음보궁, 1만 옥불 지장보살을 모신 대불전, 부처님 이래 10분의 주요 조사스님들을 석상으로 모신 심인전(心印殿) 등이 있다. 선원으로는, 스님들을 위한 금모선원, 재가자 안거를 위한 하선원, 토요일 철야정진을 위한 토요정진 선원 등 총 3개의 선원을 갖추고 있다. 총 2만여 평의 대가람을 이루고 있으며, 해운대 10대 관광명소로 지정되어 있다.